# Weiße Pyramide (China)
Unter der Bezeichnung weiße Pyramide wird von Parawissenschaftlern über die Existenz einer bisher unentdeckten Pyramide in Zentralchina spekuliert. Archäologische Belege für die Existenz der Pyramide liegen nicht vor.

## Geschichte
Nach Bruce Cathie soll der US-amerikanische Pilot James Gaussman im Jahr 1945 während eines Aufklärungs- oder Überlandfluges im Qin-Ling-Shan-Gebirge südwestlich von Xi’an über eine Pyramide von geschätzten 300 Metern Höhe und 400 bis 450 Metern Kantenlänge berichtet haben.
I banked to avoid a mountain and we came out over a level valley. Directly below was a gigantic white pyramid. It looked like something out of a fairy tale. It was encased in shimmering white. This could have been metal, or some sort of stone. It was pure white on all sides. The remarkable thing was the capstone, a huge piece of jewel-like material that could have been crystal. There was no way we could have landed, although we wanted to. We were struck by the immensity of the thing.
Übersetzung: Ich wich einem Berg aus und wir kamen über ein ebenes Tal. Direkt unter uns war eine gigantische weiße Pyramide. Sie sah wie etwas aus einem Märchen aus. Sie war in schimmerndes Weiß eingehüllt. Das könnte Metall oder eine Art von Stein gewesen sein. Sie war auf allen Seiten reinweiß. Das Bemerkenswerteste war jedoch die Spitze, ein großes Stück edelsteinartigen Materials, vielleicht aus Kristall. Es gab keine Möglichkeit zu landen, obwohl wir das wollten. Wir waren erschüttert von der Größe des Objektes.
Wahrscheinlich basiert diese Darstellung auf einem Bericht von Maurice Sheahan, der am 28. März 1947 in der New York Times erschien. Sein Bericht verortet die beobachtete Pyramide in den Bergen ca. 40 Meilen südwestlich von Xi’an. Sheahan korrigierte sich in einem Brief von 1961 dahingehend, dass die berichtete Größe nicht 1000 Fuß, sondern eher 500 Fuß war. Er erklärt dies mit Fehlern bei der Umrechnung von chinesischen Li über Meter in Fuß.
Ein Foto der Pyramide, das zunächst in der New York Sunday News am 30. März 1947 und dann nochmals mehr als 45 Jahre nach der Aufnahme vom amerikanischen Militär veröffentlicht wurde, ist in unterschiedlichen Quellen sowohl mit Gaussman als auch Sheahan in Verbindung gebracht worden. Dieses Foto bildet nach Auffassung von Mark und Richard Wells den Maoling-Grabhügel ab, dessen Basis nur eine Kantenlänge von zirka 190 mal 190 Metern hat. Die im Foto dargestellte Struktur liegt jedoch in einer flachen Landschaft mit einem Ort oder Gebäuden im Hintergrund und weist starke Zeichen von Erosion auf. In der Beschreibung der ersten Sichtung ist jedoch davon die Rede, dass die weiße Pyramide in den Bergen am Ende eines langgezogenen Tales steht und von perfekt regelmäßiger Gestalt sei.
In der Gegend um Xi’an existiert eine Vielzahl von pyramidenähnlichen Hügeln, bei denen es sich um Kaisergräber der Han-Dynastie handelt. Die größte pyramidenähnliche Struktur im weiteren Umkreis befindet sich einige Kilometer östlich der Ortschaft Lintong, nämlich das Mausoleum Qin Shihuangdis mit 350 Metern Länge an der Basis und geschätzten 200 Metern Höhe.
Parawissenschaftler wie Erich von Däniken und Hartwig Hausdorf zeigen sich von der Existenz der Pyramide überzeugt und vermuten einen Zusammenhang mit außerirdischen Intelligenzen. Die Unauffindbarkeit der Pyramide begründet Hausdorf damit, dass sie in einem unzugänglichen militärischen Sperrgebiet liege.